# Greg Stolze
Greg Stolze (nacido en 1970) es un diseñador de juegos, escritor y novelista estadounidense. Su trabajo se ha centrado principalmente en los juegos de rol y otros productos relacionados.

## Vida profesional
Stolze comenzó su carrera profesional como escritor de juegos de rol cuando Jonathan Tweet lo eligió para escribir el libro de ambietación Spherewalker para el juego Everway. Este fue su primer libro completo de rol de Stolze. Posteriormente, fue encargado de escribir el juego de rol Usagi Yojimbo original.
Stolze conoció a John Scott Tynes cuando colaboraron con Robin Laws para escribir Wildest Dreams (1993), un suplemento de Tweet's Over the Edge. : 255 Stolze y Tynes más tarde codiseñaron el juego de rol Unknown Armies; Stolze ayudó a escribir la mecánica del juego, basada en un sistema que Tynes había estado desarrollando durante algunos años. : 255 Aunque Atlas Games expresó interés en Unknown Armies, Tynes decidió ir con Archon Games. Más tarde, Tynes y Stolze se enteraron de que Archon estaba cerrando; cuando les devolvió los derechos, buscaron un nuevo editor y Atlas Games finalmente publicó el juego en enero de 1999. : 255 Stolze luego se convirtió en el editor de línea de Feng Shui, el juego de rol de Laws basado en el género de acción de Hong Kong. : 257 
Mientras tanto, Stolze y Dennis Detwiller prepararon su juego Godlike para su publicación por Pagan Publishing. Mientras Pagan cerraba, Detwiller se llevó el juego con sus amigos Hsin Chen y Aron Anderson quienes crearon la compañía Hawthorn Hobgoblynn Press (más tarde conocida como Eos Press) en 2001 para publicar el juego.: 249 Godlike usa su sistema de dados One-Roll Engine (ORE) Detwiller formó Arc Dream Publishing en 2002 para producir otros contenidos dentro de la línea Godlike. En 2003 Arc Dream obtuvo la licencia de ORE de Stolze que posteriormente utilizó en otros géneros, como en Monsters and Other Childish Things de Benjamin Baugh. : 250 
Stolze también trabajó para White Wolf Game Studio en líneas como Demon: the Fallen y Vampire: The Requiem; y escribió novelas ambientadas en el mundo de estos juegos. Stolze también creó el juego de mesa Elemental para Kenzer & Company.
Para Arc Dream, Stolze fue coautor de Wild Talents (2006), una secuela de Godlike, con Detwiller, Kenneth Hite y Shane Ivey. Arc Dream también publicó una edición impresa de Reign Enchiridion, una versión simplificada de su juego de rol de fantasía Reign que presentaba una innovadora mecánica de resolución de grupo basada en las reglas de ORE.: 250 Más tarde incorporó reglas similares en el escenario Progenitor para Wild Talents.
Stolze ha autopublicado algunos de sus trabajos utilizando el método de rescate, por el cual el juego solo se lanza cuando suficientes compradores potenciales han contribuido con suficiente dinero para alcanzar un umbral establecido por el autor. Por ejemplo, Stolze lanzó el juego de guerra Meatbot Massacre de esta forma. Stolze también ha coescrito el juego gratuito NEMESIS, que yuxtapone ORE con los Indicadores de locura de Unknown Armies. Stolze también ha producido pequeños juegos de rol independientes como Executive Decision y ... in Spaaace! Posteriormente publicó Dinosaurs... en SPAAACE, usando el mismo sistema Token Effort, tras una exitosa campaña de Kickstarter.
Recientemente, Stolze ha participado en dos proyectos resultantes de Kickstarters de gran éxito: el juego de rol Delta Green y la tercera edición de Unknown Armies, ambos para Atlas Games. Además de la publicación de su novela experimental You, escrita en segunda persona y ambientada, como sus novelas anteriores Godwalker y Switchflipped, en el universo del juego de rol Unknown Armies.